# Human Reproduction
Human Reproduction – recenzowane czasopismo naukowe zawierające publikacje z dziedziny medycyny rozrodu. Istnieje od 1986 roku, jest sztandarowym czasopismem Europejskiego Towarzystwa Rozrodu Człowieka i Embriologii, a jego wydawcą jest Oxford University Press.
Impact factor periodyku za rok 2014 wyniósł 4,569, co dało mu:
- 3. miejsce spośród 30 czasopism w kategorii „biologia rozrodu”,
- 5. miejsce wśród 79 czasopism w kategorii „położnictwo i ginekologia”.

Na polskiej liście czasopism punktowanych przez Ministerstwo Nauki i Szkolnictwa Wyższego z 2015 roku „Human Reproduction” przyznano 45 punktów.